# Titiyo
Titiyo Yambalu Felicia Jah, művésznevén egyszerűen Titiyo (Gustav Vasa parish, 1967. július 23. –) négyszeres Grammis-díjas svéd énekesnő és dalszerző. Legismertebb dala a 2001-ben megjelent "Come Along".
Sierra Leone-i apa és svéd anya gyermeke, Neneh Cherry énekes-dalszerző féltestvére.

## Diszkográfia

### Stúdióalbumok
- Titiyo (1990)
- This Is Titiyo (1993)
- Extended (1997)
- Come Along (2001)
- Hidden (2008)
- 13 Gården (2015)